# Monterblanc
 Monterblanc  (en bretón Sterwenn) es una población y comuna francesa, situada en la región de Bretaña, departamento de Morbihan, en el distrito de Vannes y cantón de Elven.

## Demografía
| 896 | 1126 | 1386 | 1794 | 2006 | 1951 |
| Para los censos de 1962 a 1999 la población legal corresponde a la población sin duplicidades (Fuente: INSEE [Consultar]) |      |      |      |      |      |